# Josephine Hopper
Josephine Verstille Hopper, de soltera Josephine Verstille Nivison (Manhattan, 18 de marzo de 1883 - 6 de marzo de 1968), fue una pintora estadounidense que estudió con Robert Henri y Kenneth Hayes Miller y ganó la beca de la Fundación Huntington Hartford. Se casó con Edward Hopper en 1924.

## Biografía
Nacida en Manhattan, hija de Eldorado Nivison, pianista y profesor de música, y de Mary Ann Nivison (de soltera, McGrath), Josephine era la segunda hija, pero su hermano mayor había muerto en la infancia en algún momento después de 1883. Su hermano menor Charles nació en 1884. En algún momento de su vida, contó que su padre prácticamente no tenía instintos paternos y que la existencia de la familia siempre fue problemática. Los Nivison se mudaron con frecuencia, aunque permanecieron en la ciudad de Nueva York.
En 1900, Jo se matriculó en el Normal College de la ciudad de Nueva York (ahora Hunter College), una escuela gratuita de formación de profesoras para mujeres jóvenes. Obtuvo una licenciatura en artes en 1904 y decidió estudiar arte y eventualmente tratar de convertirse en artista; ya en la universidad comenzó a dibujar y actuar en producciones del club de teatro allí. A finales de 1905 en la Escuela de Arte de Nueva York conoció a Robert Henri, quien pronto le pidió que posara para un retrato (The Art Student, 1906). En febrero de 1906, Nivison comenzó su carrera como maestra de escuela pública. Durante la siguiente década se ganó la vida enseñando, pero nunca abandonó el arte y permaneció en contacto con Henri y muchos otros artistas; en 1907 viajó a Europa con Henri y algunos de sus alumnos. En 1915, se unió a los Washington Square Players como actriz y actuó en sus producciones. Durante los veranos frecuentaba varias colonias de arte de Nueva Inglaterra.
Para 1918 estaba buscando un cambio de escenario y un nuevo trabajo. Solicitó sin éxito un trabajo en la Cruz Roja, tratando de volver al extranjero. La Primera Guerra Mundial aún no había terminado cuando se inscribió para trabajar en un hospital en el extranjero. Jo se tomó un permiso para ausentarse de las escuelas públicas de la ciudad de Nueva York y se fue a finales de 1918 solo para regresar en enero de 1919, enferma de bronquitis. Fue dada de alta por el Cirujano General en junio y descubrió que había perdido su puesto de profesora. Sin dinero y sin hogar, encontró refugio temporal gracias a un viejo sacristán en la Iglesia de la Ascensión que la había ayudado después de verla llorar en la iglesia. No fue hasta un año después que consiguió el derecho a otro trabajo de la Junta de Educación; después de eso, continuó enseñando y a la vez manteniendo su carrera en el arte.
Conoció a su futuro esposo Edward Hopper en la escuela de arte, y luego se encontraron en 1914 en Ogunquit, donde se alojaban en la misma pensión. Sin embargo, su amistad aparentemente solo comenzó unos años después. Su relación se hizo mucho más estrecha durante el verano de 1923, cuando ambos vivían en una colonia de arte en Gloucester, Massachusetts. Después de un noviazgo que duró aproximadamente un año, la pareja se casó el 9 de julio de 1924. El matrimonio duró hasta que Edward Hopper murió en 1967. Jo fue modelo para las figuras de la mayoría de las pinturas de su esposo a partir de 1924. Edward Hopper solo produjo una pintura al óleo de su esposa (Jo Painting (1936)), pero con frecuencia hizo acuarelas, dibujos y caricaturas de ella. A lo largo de su vida de casada, Jo mantuvo extensos diarios que relatan su vida con Edward y su proceso creativo. Estos diarios también revelan que el matrimonio fue problemático: la pareja tuvo frecuentes peleas que a veces se convirtieron en peleas reales. Veintidós de los diarios de Josephine Hopper están en la colección de la Asociación y Museo de Arte de Provincetown en Provincetown, Massachusetts.
A medida que la carrera de Edward Hopper se disparó poco después del matrimonio y su reputación siguió creciendo, la carrera artística de Jo decayó después de la década de 1920. Esto se debió en parte a que "Jo dedicó considerables energías a cuidar y nutrir el trabajo de su esposo, manejar las solicitudes de préstamos e incitarlo a pintar". Participó en algunas exposiciones colectivas (la más grande fue organizada por Herman Gulack en 1958 en la Galería de Greenwich), y ganó la beca de la Fundación Huntington Hartford en 1957.

## Legado
Tras la muerte de su esposo en 1967, Jo legó todo su patrimonio artístico (y el de su esposo) al Museo Whitney de Arte Estadounidense.
Durante mucho tiempo se pensó que el museo había descartado la mayor parte de su obra. En 2000, la escritora Elizabeth Thompson Colleary descubrió unos 200 Jo Hopper en el sótano del Whitney. Colleary dice que Jo era una artista 'desigual', pero en general piensa que el trabajo es bueno: 'Me dije a mí misma: "No resucitaré a esta mujer únicamente sobre la base del hecho de que Edward Hopper era su marido". Se conocen algunas obras más a partir de fotografías que hizo Jo, reproducidas en Levin.
Trabajos adicionales de Josephine Nivison Hopper han seguido apareciendo, según lo informado por Elizabeth Thompson Colleary. Las acuarelas de Jo se exhibieron en el Edward Hopper House Art Center, Nyack, NY, en 2014 y algunos ejemplos se incluyeron en una exposición de "Edward Hopper como ilustrador" en el Museo Norman Rockwell en Stockbridge, MA, también en 2014. En 2016, la Asociación y Museo de Arte de Provincetown, Provincetown, MA, anunció que 69 dibujos y acuarelas de Jo Hopper estaban incluidos en el regalo de Laurence C. y J. Anton Schiffenhaus, junto con 96 dibujos de Edward Hopper. Una exposición de estas obras, "Edward y Josephine Hopper de la Colección Permanente: dibujos, diarios, cartas, acuarelas", se inauguró en agosto de 2017. La exposición se amplió "debido al gran interés de académicos, críticos y visitantes" y permaneció en exhibición hasta agosto de 2018.

## Influencia en Edward Hopper
Como esposa y compañera artística de Edward Hopper durante más de 40 años, Jo influyó en su trabajo de muchas formas. Quizás lo más importante es que fue su ejemplo el que inspiró a Edward a dedicarse seriamente a la acuarela durante el verano de 1923.
Varias de las obras de Jo representan motivos que luego serían importantes para su esposo. La acuarela Shacks, realizada en 1923, representa dos casas detrás de un árbol muerto, un tema similar a muchas de las obras posteriores de Hopper. El cine - Gloucester, acuarela de Jo (c. 1926–27) presagió el interés de Edward por representar salas de cine: produjo una punta seca del tema en 1928, y luego regresó a ella ocasionalmente, sobre todo en el óleo New York Movie (1939).
A partir de mediados de la década de 1920, Jo se convirtió en la única modelo de su marido. Fue ella quien pensó en los nombres de varias de las pinturas de su esposo, incluida una de sus pinturas al óleo más famosas, Noctámbulos. A pesar de su complicada relación, era un apoyo cuando su esposo se sentía inseguro por el progreso de algún cuadro, como, por ejemplo, en el caso de Five AM (1937). En 1936, Jo comentaba que su esposo era muy competitivo y que el hecho de que ella comenzara a trabajar con frecuencia inspiraba a Edward a comenzar el suyo. En The Lonely City, Olivia Laing habla sobre la carrera de Jo y cómo fracasó porque Edward se "oponía profundamente a la misma. Edward no solo dejó de apoyar la pintura de Jo, sino que trabajó activamente para desalentarla, burlándose y denigrando las pocas cosas que ella hacía”.
Además de sus papeles como musa y modelo de Edward, Jo se ocupaba de registrar a los artistas. En libros de contabilidad, que se encuentran ahora en los archivos del Museo Whitney de Arte Estadounidense, Jo mantuvo inventarios de las obras de los Hopper, de Edward y de la suya. Escribía las descripciones que acompañaban a los bocetos a pluma y tinta de Edward de las pinturas que fueron entregadas a las Rehn Galleries, y registraba las compras por fecha, comprador, precio y comisión. El cuaderno de bocetos de Jo, incluidas las notas, los dibujos y los mapas garabateados que hizo desde el asiento del pasajero mientras Edward conducía su Buick, documenta los viajes de verano de la pareja en Nueva Inglaterra. Junto con la prolífica producción de diarios y cartas de Jo, estos materiales proporcionan "Una ventana al mundo de Edward y Josephine Hopper", por citar a J. Anton Schiffenhaus.

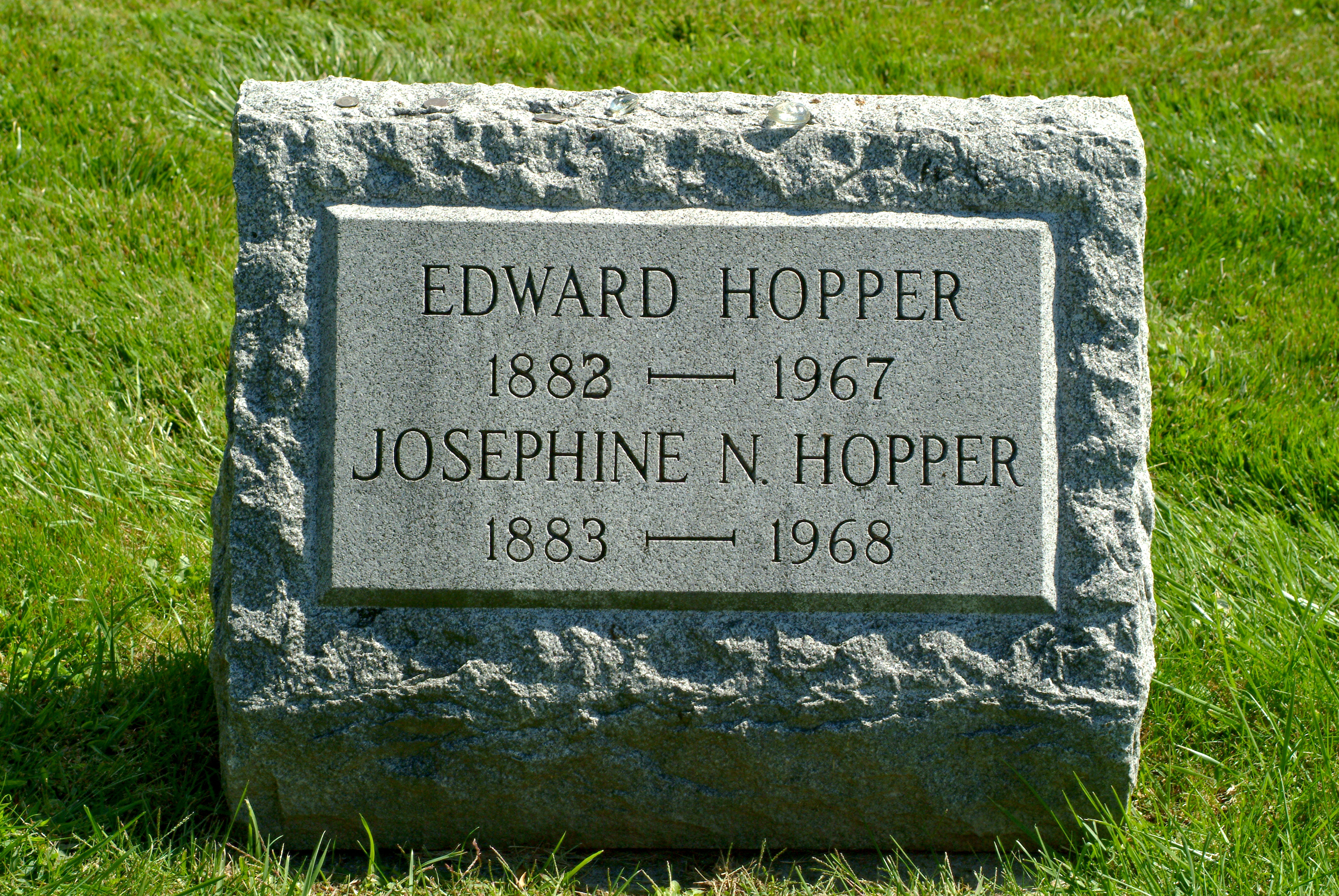
Lápida de Edward y Josephine H., Oak Hill Cemetery Nyack.

## Obras seleccionadas
- The Provincetown Bedroom, acuarela sobre papel, c. 1906
- View of Harbor in Volendam, óleo sobre tabla, 1907
- View of Haarlem, óleo sobre tabla, 1907
- Shacks, acuarela sobre papel, 1923
- Our Lady of Good Voyage, acuarela sobre papel, 1923
- Guinney Fleet in Fog, c. 1926–27
- Movie Theater–Gloucester, c. 1926–27
- South Truro Church (Odor of Sanctity), c. 1930
- Chez Hopper I – IV, serie de pinturas de la casa de Hopper en South Truro, 1935-1959
- Portrait of Alan Slater, acuarela sobre papel, 1937 (colección privada).[30]
- Sin título (paisaje), sin fecha (Museo y Asociación de Arte de Provincetown).[31]
- Cape Cod Hills (exhibido como Sandy Hills ), c. 1936-1938
- Casa Dauphineé, c. 1936-1938
- The Kerosene Oil Lamp (Gifts–Cape Cod Bureau Top), óleo sobre lienzo, 1944
- Parque fuera de la ventana del estudio, 1945
- Church of San Esteban, óleo sobre lienzo, 1946
- Obituary (Fleurs du Temps Jadis), óleo sobre lienzo, 1948
- Portrait of Bertram Hartman, acuarela sobre papel, 1949
- Jewels for the Madonna (Homage to Illa), óleo sobre lienzo, 1951
- Edward Hopper Reading Robert Frost , óleo sobre lienzo, c. 1955
- Buick in California Canyon, óleo sobre lienzo, 1957
- Goldenrod & Milkweed in Glorietta Peach Can, óleo sobre lienzo, 1965